# Kostel svatého Jana Křtitele (Šumperk)
Kostel svatého Jana Křtitele v Šumperku vznikl již při zakládání města ve 13. století. Barokně přestavěn po požáru města v roce 1669. Monumentální barokní architektura v regionu vzácného křížového půdorysu vybudovaná s použitím původních gotických konstrukcí, při gotické věži. Důležitá urbanistická součást městského jádra. V roce 1964 byl zapsán mezi kulturní památky.

## Historie
Farní kostel byl založen patrně již na samotném počátku vzniku města ve. 13. století. Objekt chrámu, který byl situován v těsné blízkosti náměstí, obklopoval hřbitov chráněný obvodovou zdí. Do tohoto uzavřeného areálu patřila fara a později také škola. Pamětní deska na budově fary připomíná pobyt děkana Kryštofa Lautnera, který byl jednou z obětí čarodějnických procesů na Šumpersku ve 2. polovině 17. století.
Mohutná věž na severní straně kněžiště patrně patřila původně městu, které zde mělo strážní službu a ukládalo do ní cennosti a důležité listiny. Věž je nejlépe dochovanou gotickou památkou v Šumperku. Do požáru v roce 1669 měla zastřešení v podobě třinácti věžiček.
Nejstarší gotická stavební fáze kostela se dochovala jen v torzech, protože chrám v letech 1513 a 1669 vyhořel. Rekonstrukce byla ukončena v roce 1688 a kostel při ní získal barokní podobu a půdorysný tvar kříže. Cibulové zakončení věže je z roku 1766. V roce 1784 byl zrušen i hřbitov u farního kostela. Obvodová zeď hřbitova byla zbourána v roce 1805 a materiál byl použit na stavbu sakristie. Většími stavebními úpravami prošel kostel na počátku 19. století. V roce 1804 byla přistavena dnešní sakristie s oratoří (na jižní straně kněžiště) a ve 20. letech vedle ní přistavěna další sakristie. Roku 1843 vzniklo dvouramenné zastřešené schodiště ke vchodu do kostela a r. 1860 přístavek nad nástěnnými malbami Poslední večeře Páně a Kristus na Olivetské hoře, které vytvořili šumperští malíři Ringelhahn a Wurian.
Původní výzdoba před požárem se nedochovala, vybavení kostela je převážně z 18.–19. století. V interiéru převažuje barokní, rokokový a klasicistní mobiliář. Hlavní oltář vznikl v roce 1680, později byl několikrát upravován. Do kostela byly v roce 1760 z Říma přivezeny ostatky patrona města sv. Teodora, který podle pověsti při této slávě zachránil život malého šumperského chlapce.
V roce 2006 v souvislosti s novou výmalbou lodi byly provedeny sondy a výzkumy v presbytáři, které potvrdily domněnky o existenci původních pozdně barokních nástropních maleb. Od roku 2007 započaly odkrývací a restaurátorské práce, při nichž byly malby připsány známému uničovskému malíři Ignáci Oderlickému. Práce byly prozatím ukončeny restaurováním stěn presbytáře v roce 2017.

## Popis

### Okolí kostela
Areál farního kostela se nachází na území městské památkové zóny v historickém centru města Šumperka poblíž hlavního náměstí. V bezprostřední blízkosti kostela stojí památkově chráněné objekty
- fara[3]

- sochy evangelistů Matouše[4], Marka[5] a Lukáše[6]. Sochy spolu se čtvrtou sochou evangelisty Jana[7], která se nachází v Husitské ulici, jsou z roku 1768. Nechal je zhotovit místní tkalcovský mistr Bittner s manželkou. Sochy jsou připisovány moravskému sochaři Janu Scherhaufovi, autorství však není doloženo. Restaurovány byly v r. 1970.
- kamenný kříž u severní strany kostela.

### Exteriér
Samotný kostel je zděná jednolodní stavba křížového půdorysu s polygonálně ukončeným presbytářem. Dvě proti sobě umístěné kaple tvoří příční loď. Na severní straně kostela stojí mohutná čtyřboká věž se sakristií v podvěží a dalšími přístavky. Na jižní straně je přístavba nové klasicistní sakristie a dalších provozních místnosti, na kterou navazuje krytá arkáda se dvěma stlačenými oblouky, kryjící nástěnnou malbu z 19. století: Poslední večeře a Kristus na hoře Olivetské. Na západní straně se nachází dvouramenné kryté schodiště ke vstupním dveřím do kostela. Průčelí je zakončeno jednoduchým trojúhelníkovým štítem. Presbytář člení opěrné pilíře kryté pultovými stříškami. Střecha je sedlová, na věži cibulová báň s lucernou. Nad kaplemi je střecha valbová se sanktusníky. 

### Interiér
V presbytáři se dochovala křížová valená klenba s pasy a lunetami na římsových konzolách. Jeden z pasů tvoří triumfální oblouk. V severovýchodní stěně presbytáře je osazen gotický sanktuář s mitrovým obloučkem výklenku, nad ním v tympanonu trojlist. V kaplích a lodi je klenba valená s pasy a lunetami na pilířích a pilastrech. Prostor v přízemí věže je zaklenut křížovou žebrovou klenbou s kruhovým svorníkem. Na podporách klenebních žeber jsou vytesány dvě hlavy, které lze pokládat za nejstarší sochařské památky ve městě a jejich vznik je možno zařadit hluboko do 14. století. Mladší je kamenné šnekové schodiště se vstupním pozdně gotickým portálem. Ve věži jsou zavěšeny dva 150 kg těžké zvony zasvěcené sv. Antonínovi a sv. Janu Křtiteli.
Okna v lodi i bočních kaplích jsou vitrážová a malovaná. Postavy světců a světic byly vytvořeny počátkem 20. století. Cenná je výzdoba stropu a stěn presbytáře, kterou v polovině 18. století vytvořil malíř Ignác Oderlický. Umělec vytvořil tři fresky s náměty ze života patrona kostela: kázání Jana Křtitele, apoteózu Jana Křtitele a dekorativní výzdobu vítězného oblouku v kompozici s vyobrazením apoštolů Matouše, Marka, Lukáše a Jana.
Hlavní oltář vznikl v r. 1680 a byl několikrát upravován. Hlavní obraz Kristova křtu byl v r. 1818 přemalován šumperským malířem Antonem Floriánem Gerschem, který je autorem i dalších obrazů na bočních oltářích (sv. Florián, sv. Jan Nepomucký). Po úpravě v r. 1919 byl obraz oddělen od tabernáklu a umístěn na zdi. Mramorový tabernákl vytvořil v r. 1834 loštický sochař Cyril Kutzer.
Další výzdoba pochází vesměs z 2. poloviny 19. století. Obrazy křížové cesty v roce 1851 namalovali šumperští umělci Ringelhahn a Wurian. Jsou zde obrazy šumperského malíře Karla Brachtla st. z roku 1890 s motivy Panny Marie, Antonia Austa, malíře z Adamova u Kolštejna z konce 19. století - mj. Josef Pěstoun.
V západní části lodi je velký kůr na dřevěných sloupech. Na něm jsou instalovány varhany z roku 1897, které vyrobil Karel Neusser z Nového Jičína. Mimořádně cenné jsou vyřezávané lavice radních pánů ze 17. století v jižní kapli a za pozornost stojí vyřezávané městské znaky. Kazatelnu zhotovil v roce 1840 stolařský mistr Mück ze Žlebu u Hanušovic.

## Galerie

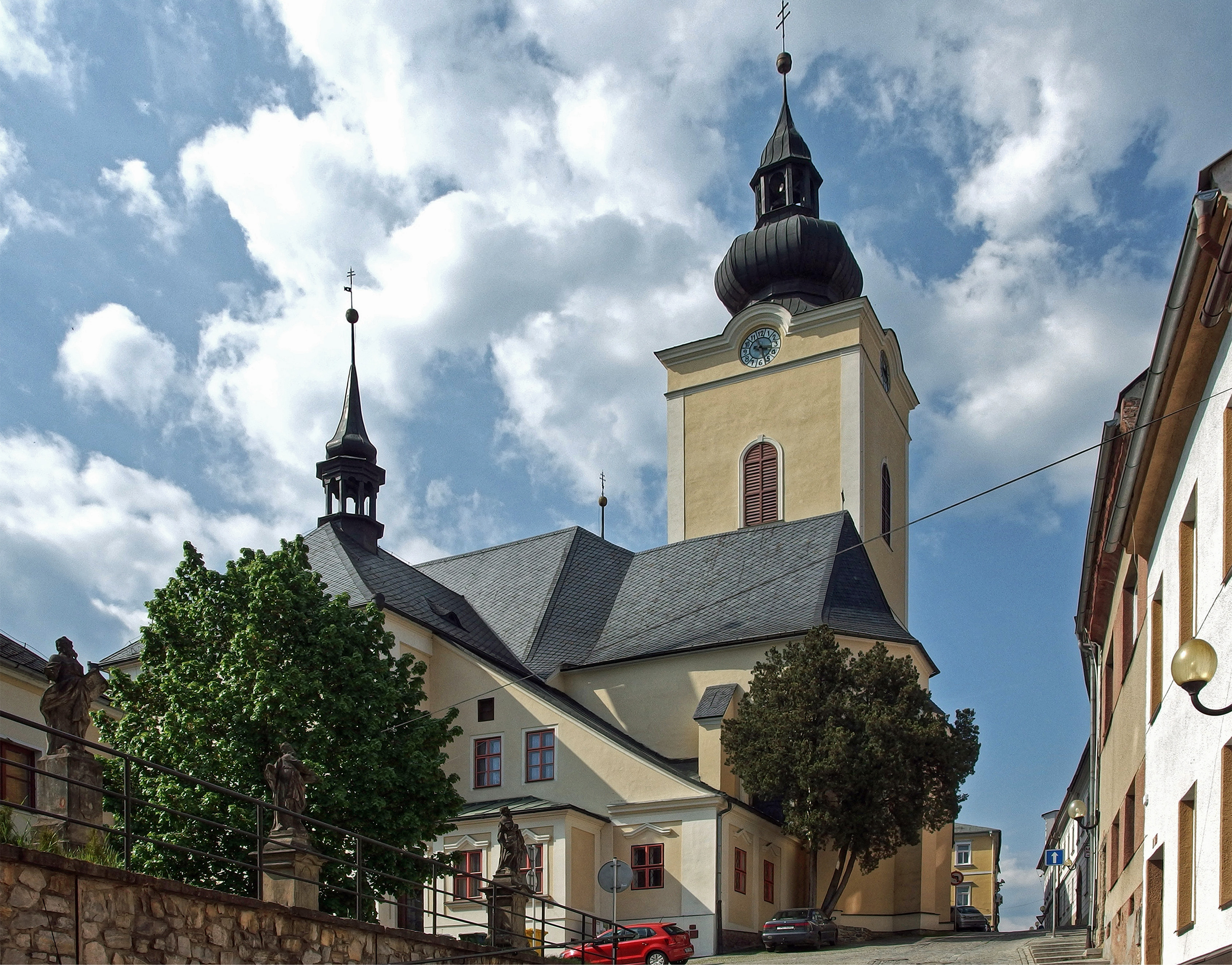
sochy evangelistů u kostela - pohled o JV
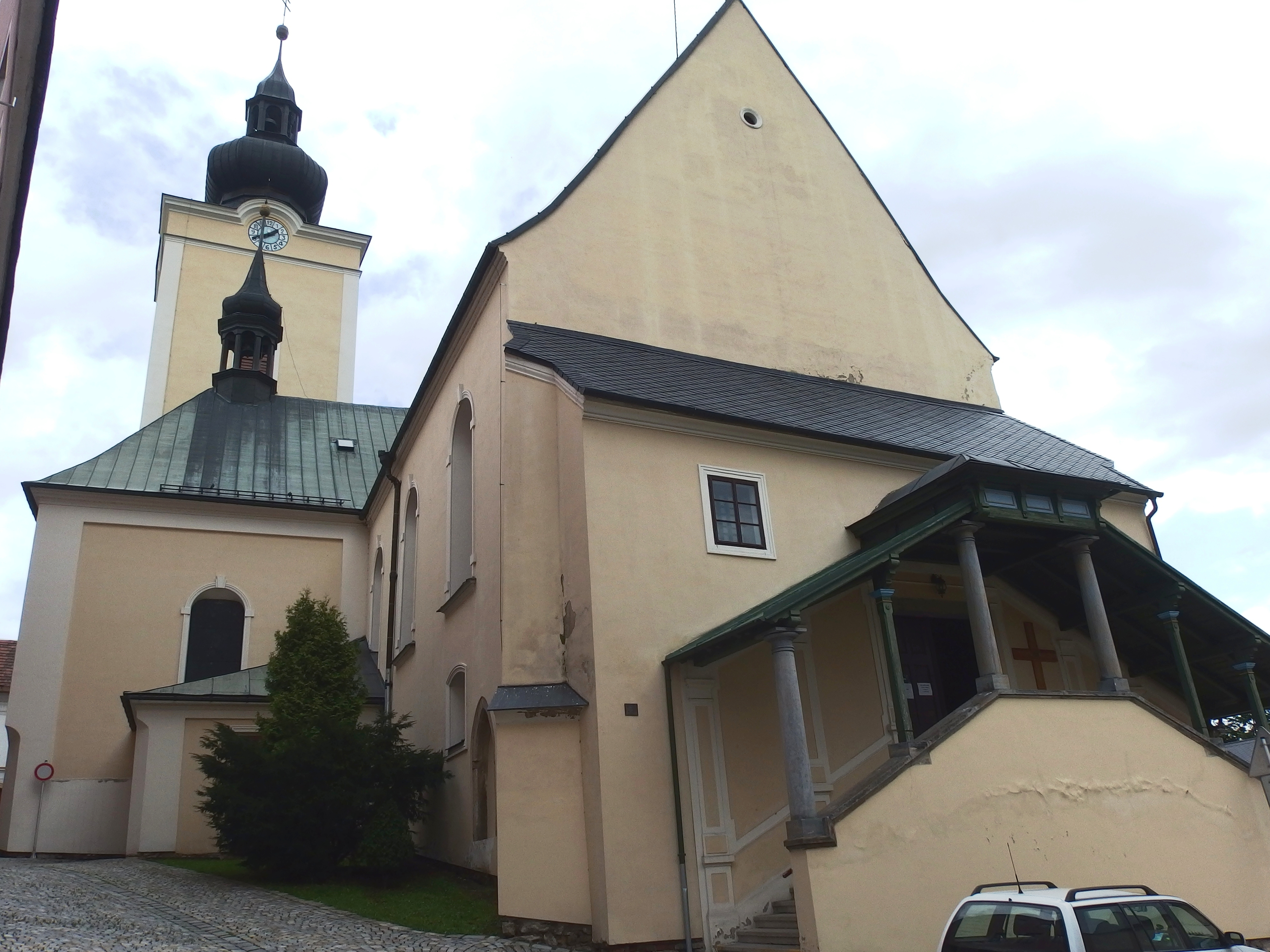
Vstupní schodiště, kostel, věž - pohled od Z
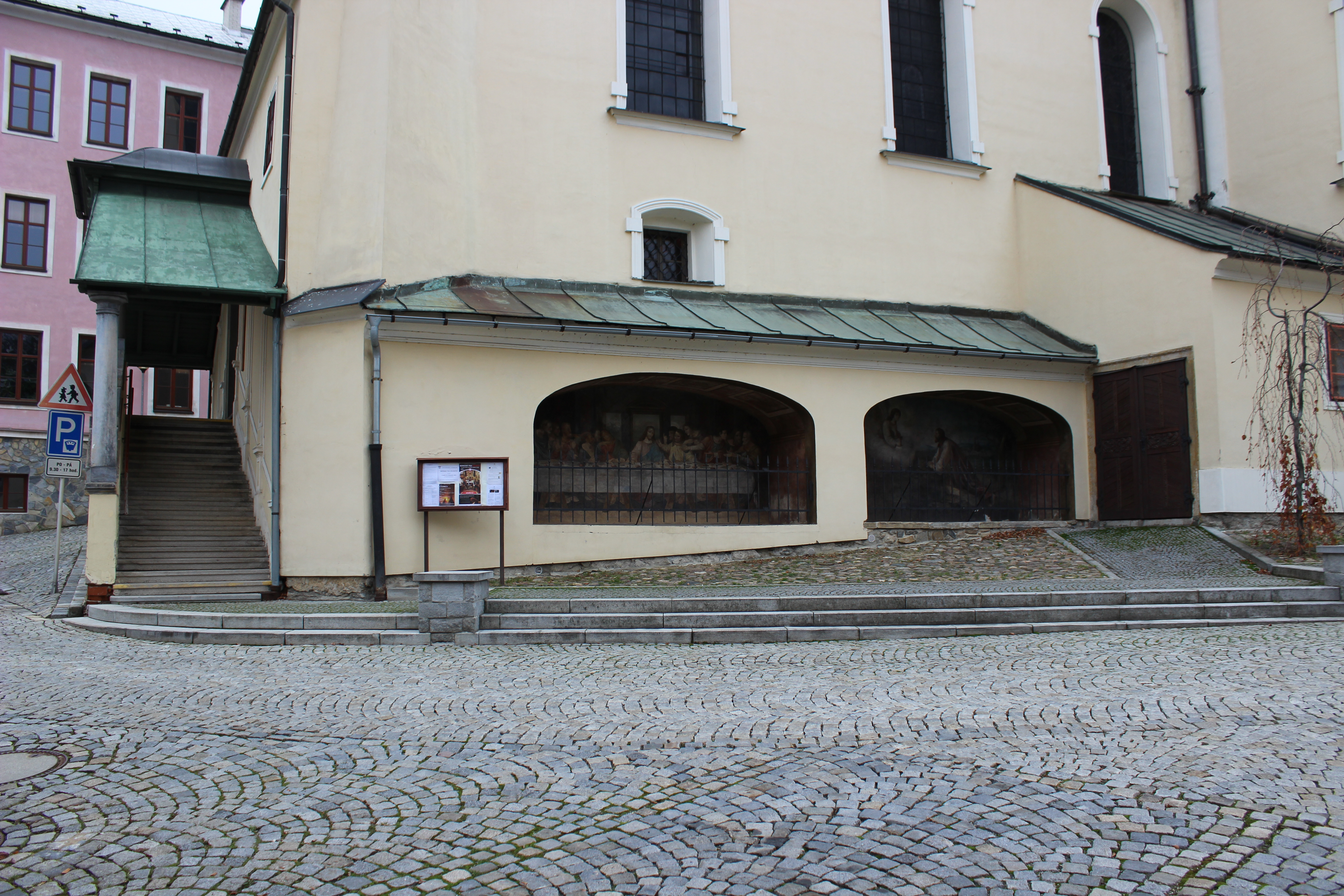
schodiště, arkády s nástěnnými malbami - pohled od jihu
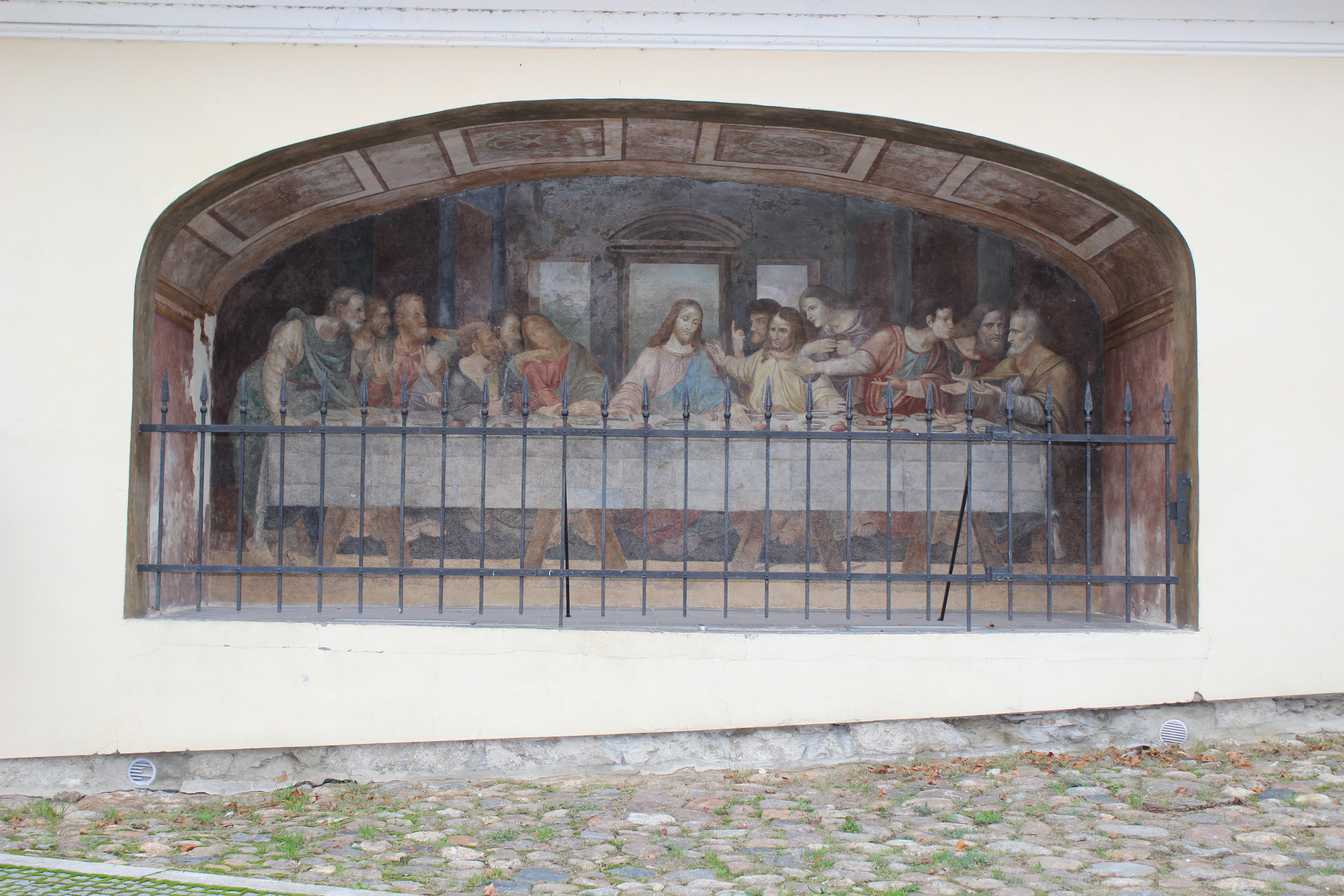
Poslední večeře
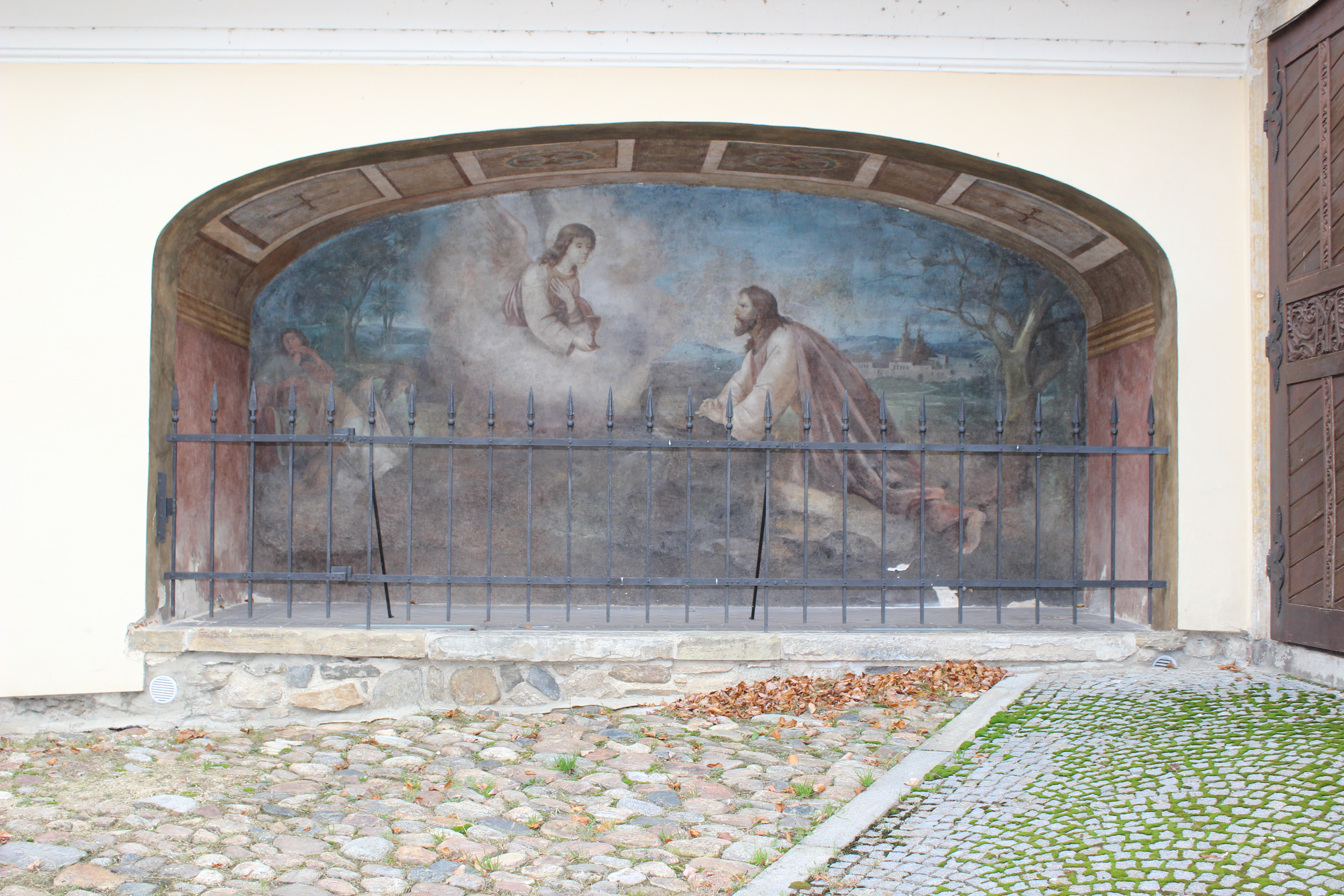
Kristus na hoře Olivetské
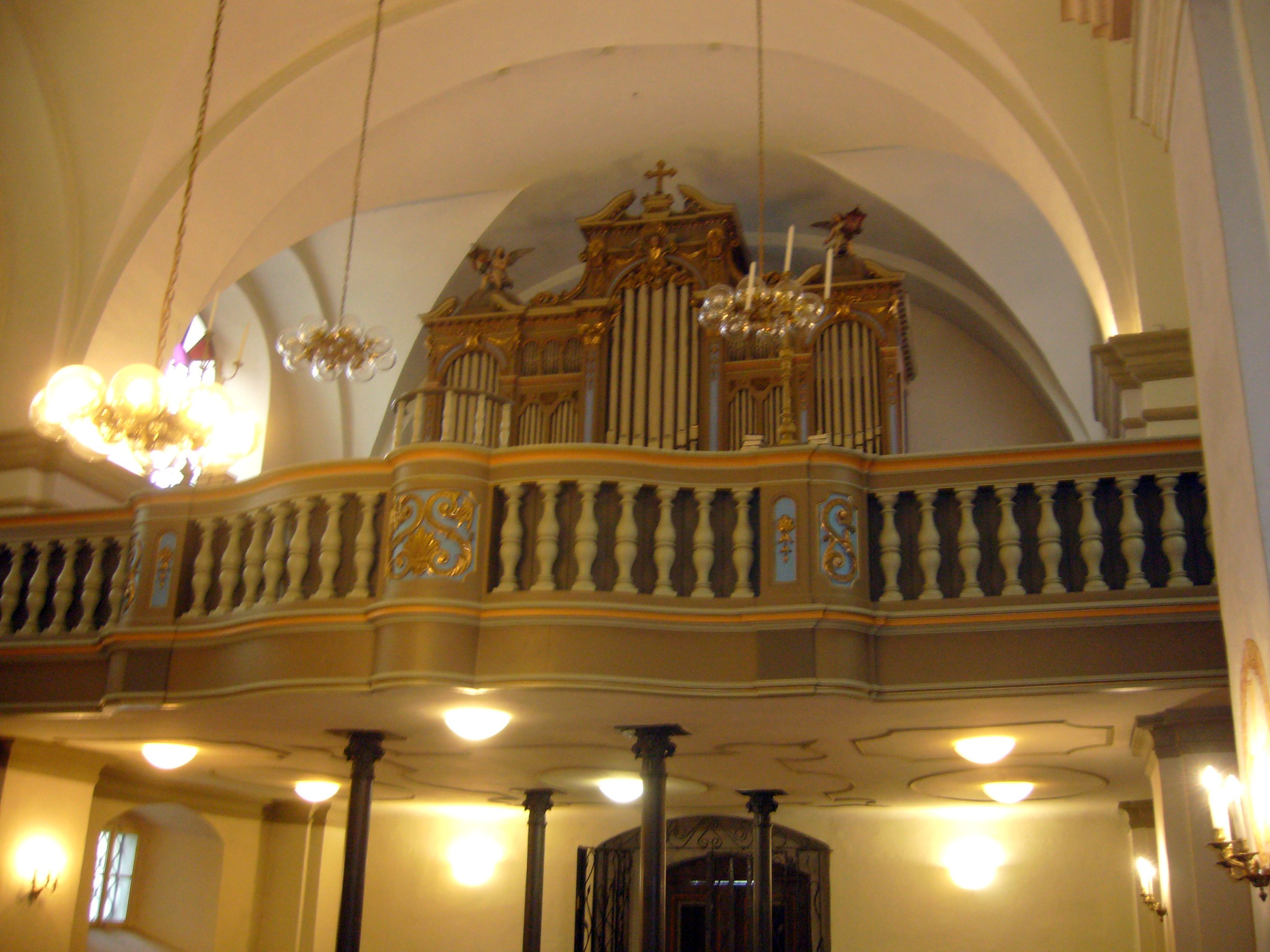
kůr s varhanami
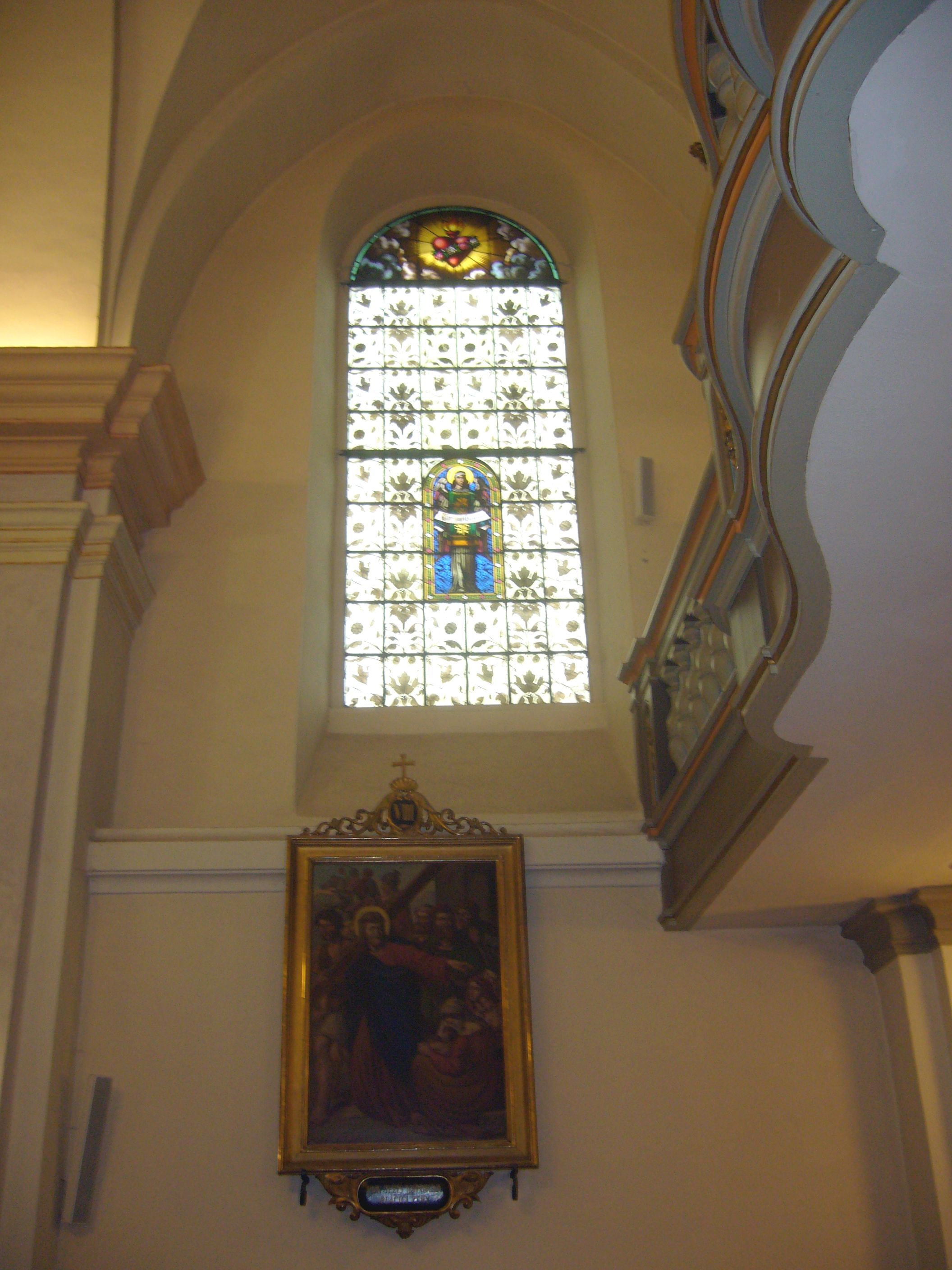
okno u kůru
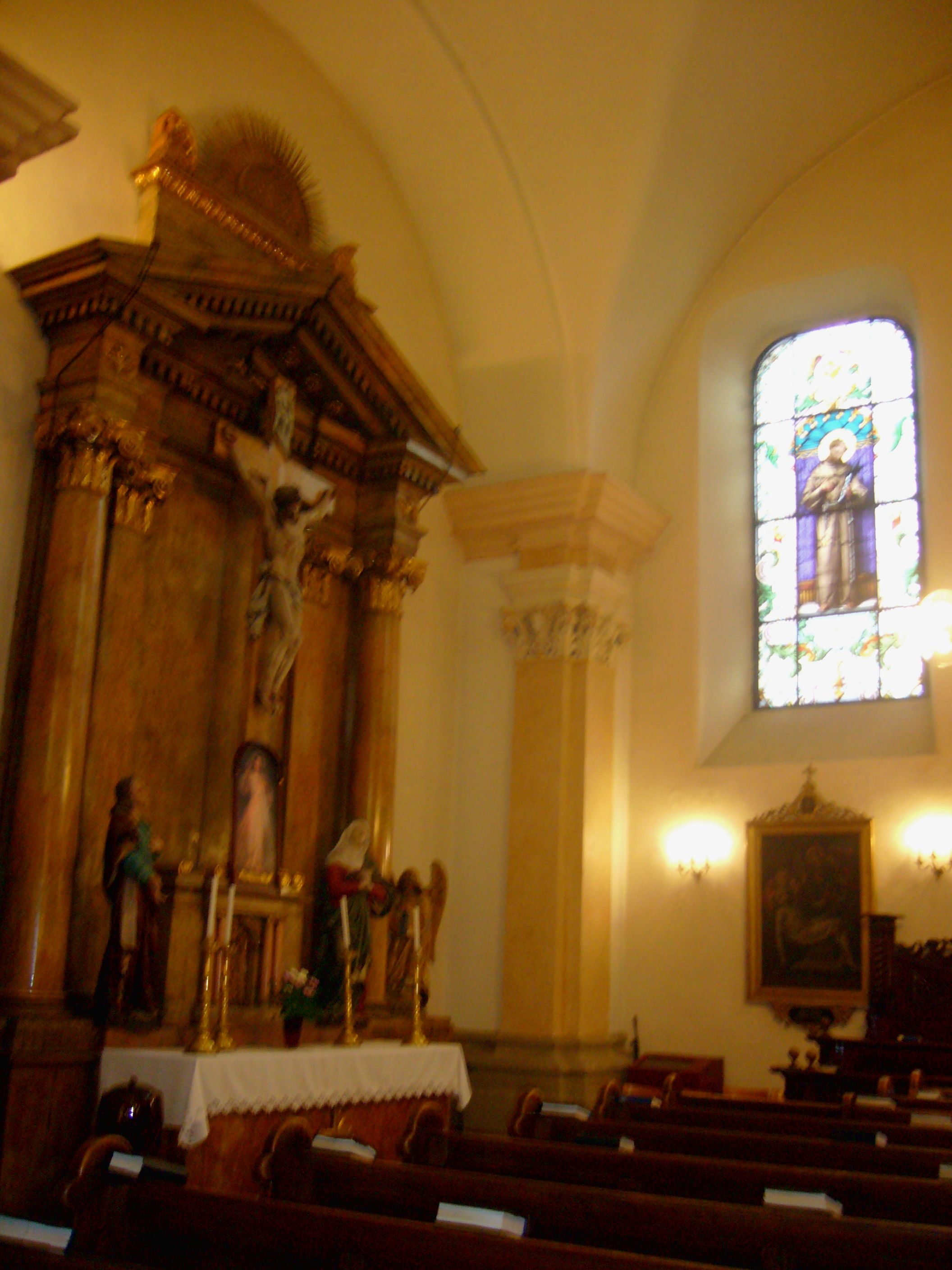
boční kaple s oltářem sv. Kříže
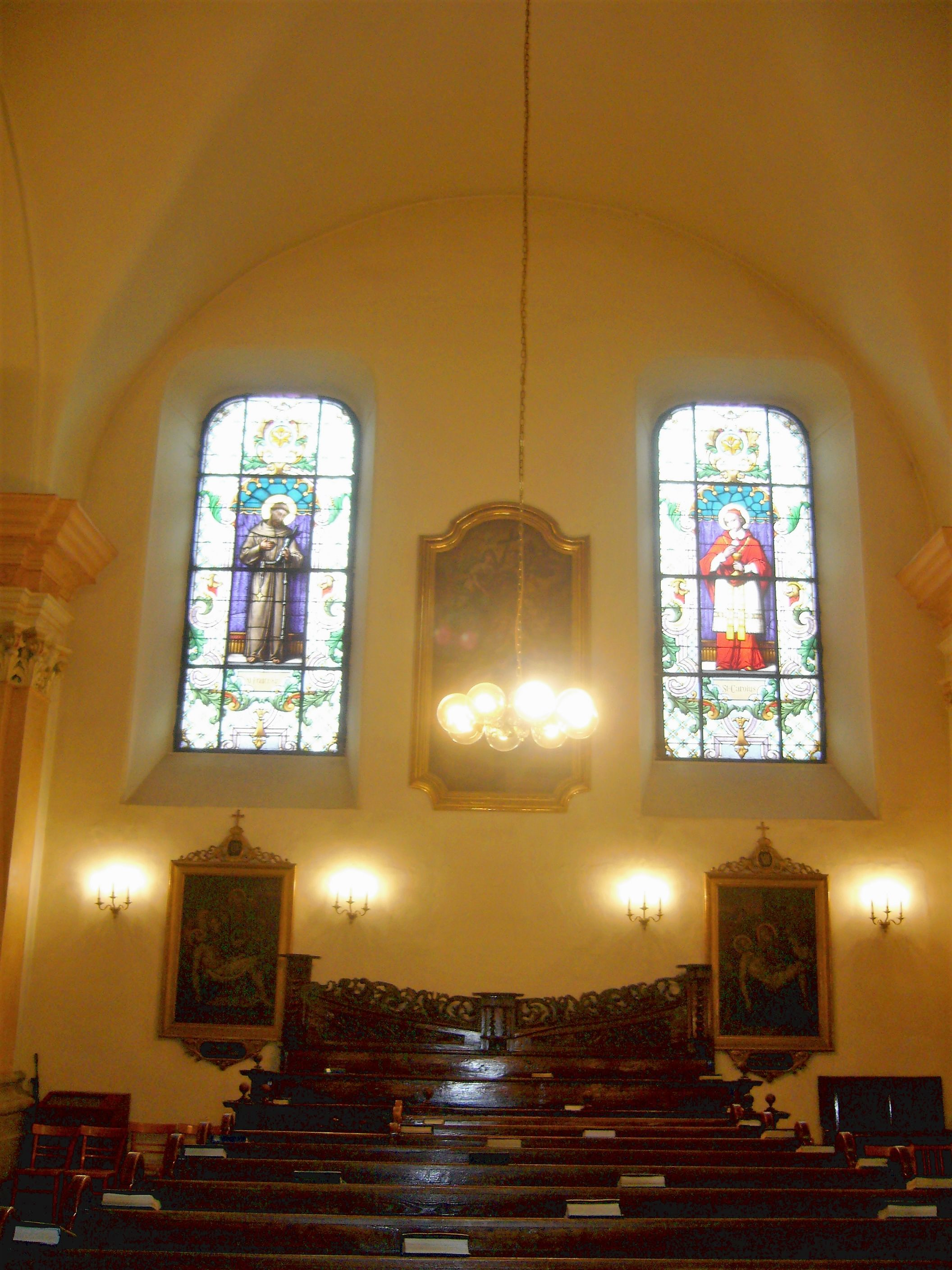
boční kaple
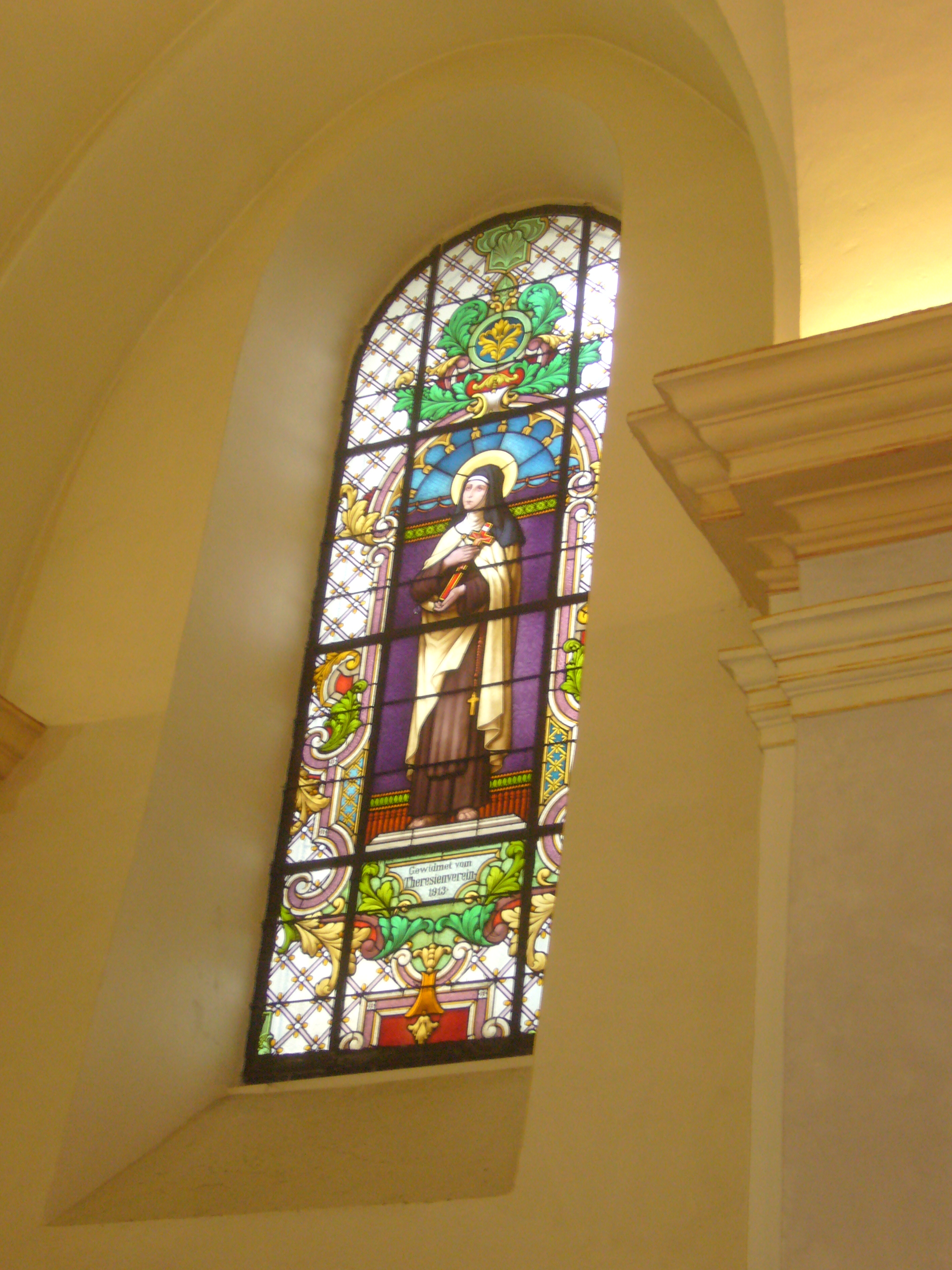
vitrážové okno